# گوجه (قوچان)
گوجه، روستایی است از توابع بخش مرکزی شهرستان قوچان در استان خراسان رضوی ایران. مردم این روستا به زبان ترکی خراسانی صحبت می‌کنند،نام اصلی این روستا در گویش محلی، گوکچه (gokçe) می باشد.

## جمعیت
این روستا در دهستان قوچان عتیق قرار داشته و براساس سرشماری سال ۱۳۸۵جمعیت آن ۶۹۷ نفر (۱۶۹ خانوار) بوده است.